# شبکه چندضلعی

مثالی از یک شبکه چندضلعی که یک دلفین را با تعداد کمی پالیگان یا چندضلعی نشان می‌دهد. به این حالت چندضلعی کم (به انگلیسی: Low Poly) می‌گویند.

در گرافیک رایانه‌ای سه‌بعدی و مدلسازی جامدات، شبکه چندضلعی (به انگلیسی: Polygon Mesh) مجموعه ای از رئوس، سطوح و لبه هایی است که شکل یک جسم چندوجهی را توصیف می‌کنند. سطوح معمولاً شامل مثلث، چهارضلعی و چندضلعی‌های محدب است، چرا که در این صورت عمل پردازش در سیستم‌های گرافیک رایانه‌ای ساده‌تر خواهد بود. سطوح به طور کلی‌تر می توانند شامل چندضلعی‌های مقعّر یا چندضلعی های حفره‌دار نیز باشند.
مطالعه‌ی شبکه‌های چندضلعی زیرمجموعه‌ی بزرگی از گرافیک کامپیوتری (به خصوص گرافیک کامپیوتر 3 بعدی) و مدلسازی هندسی ست.